# Laney
A Laney Amplification é uma empresa britânica, fabricante de amplificadores de guitarra, baixo e violão, fundada em 1967 por Lyndon Laney. Na época Lyndon era baixista da banda Band of Joy, cujo baterista era John Bonham e Robert Plant nos vocais, que, posteriormente, vieram a ficar conhecidos com a banda Led Zeppelin.
O interesse em eletrônica de Lyndon (que viria a lhe render um diploma universitário em engenharia eletrônica), combinado com sua falta de fundos para comprar um bom amplificador, levou-o a construir seu próprio amplificador na garagem da casa de seu pai.
Lyndon passou a se apresentar com seu próprio amplificador e o timbre agradou aos músicos e ouvintes de sua região, que o consultavam sobre vendas e manutenções de amplificadores. Entre esses músicos estava Tony Iommi, guitarrista da banda Black Sabbath. Quando o timbre do amplificador Laney de Tony Iommi foi ouvido no primeiro disco do Black Sabbath, a empresa passou a ter uma demanda muito alta de todos os cantos do mundo. A empresa iniciou suas atividades em Birmingham e hoje está sediada em Halesowen.

## Produtos

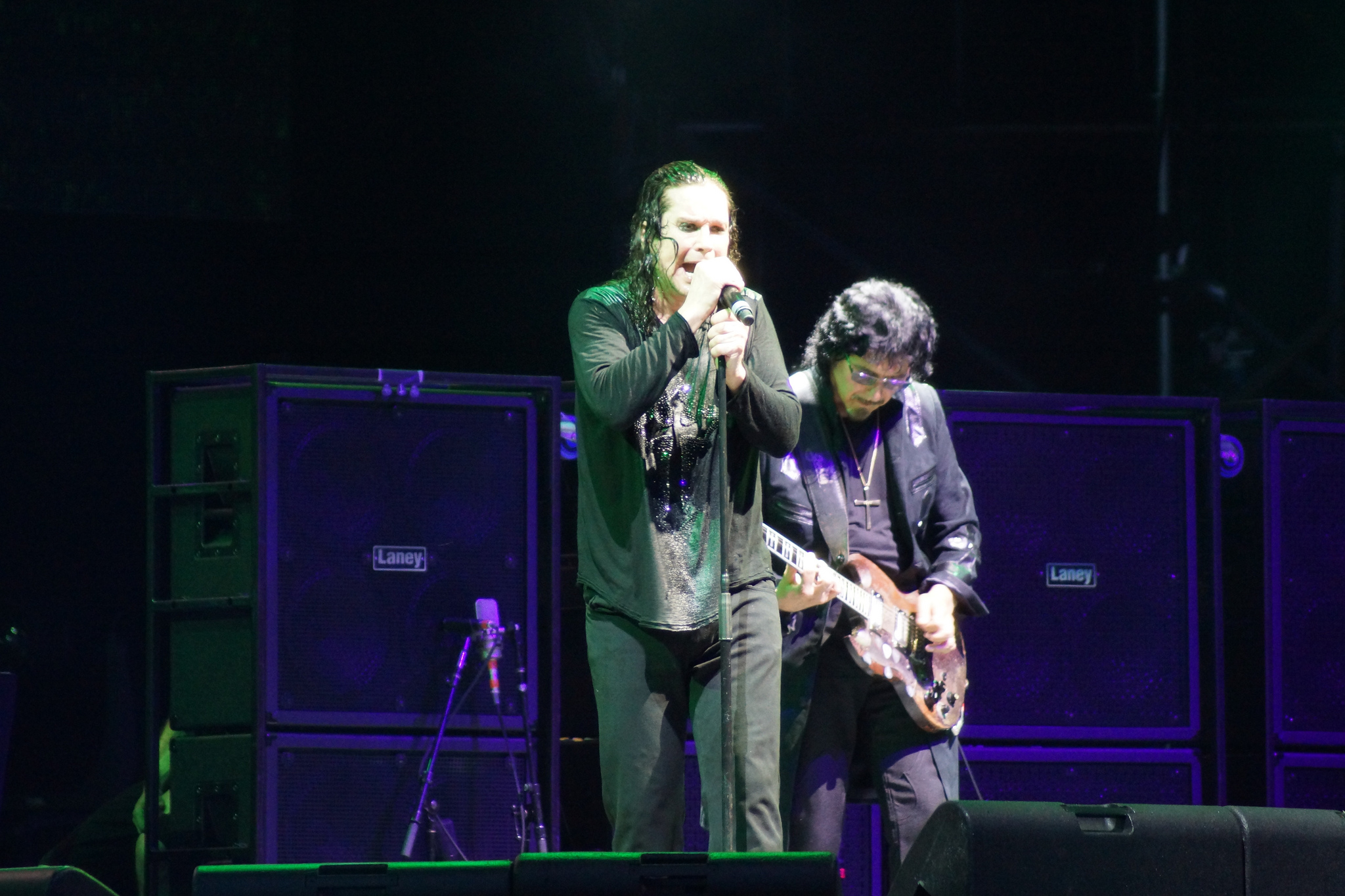
Amplificadores Laney num show da banda Black Sabbath

### Amplificadores
- Ironheart Series
- Lionheart Series
- LC Series
- TubeFusion Series
- LV Series
- LX Series
- HC Series
- GH Series
- GS Series
- LX Bass Series
- Nexus Bass Series
- Richter Bass Series
- LA Acoustic Series
- Audiohub PA Series
- IRT USB Series

## Endorsers
Alguns dos artistas que recebem endorsement da Laney:
- Tony Iommi, guitarrista da banda Black Sabbath;
- Robert Plant, vocalista da banda Led Zeppelin;
- Mattias Eklundh, guitarrista da banda Freak Kitchen;
- Rob Holliday, guitarrista do cantor Marilyn Manson.